# Кочо Чистеменски
Кочо (Николчо) Георгиев Чистеменски, също и Честеменски, или Честименски, е български революционер, взел дейно участие в организирането и провеждането на Априлското въстание. Кочо, жена му и малката му дъщеричка са сред обсадените защитници на Перущица в църквата „Св. Архангел“. Виждайки, че няма да успеят да се спасят от обкръжилите ги османски орди, Кочо Чистеменски убива жена си и дъщеричката си и се самоубива, за да не попадне никой от семейството му в плен на османците.

## Биография
Кочо Чистеменски е роден в пазарджишкото село Динката, но скоро след раждането си се преселва с родителите си в Пазарджик, където живее до 1868 – 1869 г. Установява се в Пловдив и още през 1870 г. става член на местния революционен комитет. Никога не посещавал училище, Чистеменски се самообразова и сам се научава да чете и пише. По професия е обущар.
Включва се в подготовката на Старозагорското въстание 1875 г. и превръща дюкяна си в средище за тайни срещи на местните революционни дейци. След неуспеха на въстанието попада под наблюдението на османските власти и това го принуждава да напусне за известно време града и заминава за Копривщица. В началото на 1876 г. се връща обратно в Пловдив и подновява участието си в местния революционен комитет, като отново превръща дома си в революционно средище.
С избухването на Априлското въстание е имало план да започне голям пожар в Пловдив като част от подривната дейност. Кочо Чистеменски и Димитър Свещаров извършват своя дълг, като запалват собствените си дюкяни на чаршията. Опитът не успява и пламъците са бързо потушени. След това заминава със семейството си за Перущица и взема участие в отбраната ѝ срещу настъпващите редовна турска войска и османски башибозуци. Заедно с много други перущенци, Чистеменски и семейството му се укриват в местната църква, където се отбраняват от многочисления противник. С него е и една от сестрите на жена му. За да не попаднат живи в ръцете на врага и да бъдат потурчени , Спас Гинов пръв се жертва като убива фамилията си и извършва самоубийство, след него и Кочо убива жена си и дъщеря си, а след това слага край и на своя живот, като преди това пита и сестрата на жена му дали иска и нея да убие, но тя припада от ужас. Тя е една от малкото оцелели след Перущинското клане. Героичният подвиг на Кочо Честименски е последван и от други перущенски въстаници.

## Памет
Името на Кочо Чистеменски е символ на пламенен подвиг и родолюбие в съзнанието на поколения българи, днес неговото име носят множество улици в цяла България, включително в квартал „Хаджи Димитър“ в София (Карта), училища, село Честименско. В памет на Кочо Чистеменски и перущенци са посветени поемата на Иван Вазов „Кочо“ и песента по стихотворението – „Епизод – Кочо“, книгата „Кочо Чистеменски“ на Емануил Попдимитров и други.